# Bruno Onyemaechi
Sopuruchukwu Bruno Onyemaechi (* 3. April 1999 in Owerri) ist ein nigerianischer Fußballspieler, der seit Januar 2025 bei Olympiakos Piräus unter Vertrag steht. Seit September 2023 ist Onyemaechi nigerianischer Nationalspieler.

## Karriere

### Verein
Im Winter 2018 brachte Spielerberater Atta Aneke Onyemaechi mit mehreren norwegischen Vereinen in Kontakt. Dieser absolvierte Probetrainings für die norwegischen Erstligisten Stabæk und Lillestrøm. Für letztere lief Onyemaechi in mehreren Freundschaftsspielen auf, erhielt jedoch aus unbekannten gründen keinen Vertrag.
Am 17. August 2022 wurde Onyemaechi vom Zweitligisten Feirense an den portugiesischen Erstligisten Boavista verliehen. Das Leihgeschäft beinhaltete eine Kaufoption von einer Million Euro, welche Boavista im Juni 2023 zog und Onyemaechi fest verpflichtete.
Im Januar 2025 wechselte Onyemaechi zum griechischen Erstligisten Olympiakos.

### Nationalmannschaft
Am 10. September 2023 debütierte Onyemaechi für die Nigerianische Fußballnationalmannschaft. Der 23-Jährige spielte über 90 Minuten als Linksverteidiger in einem Afrika-Cup Qualifikationsspiel gegen São Tomé und Principe, welches die nigerianische Auswahl letztlich mit 6:0 gewann.